# Joachim Fernandez
Pour les articles homonymes, voir Fernandez.
Joachim Fernandez est un footballeur franco-sénégalais né le 6 décembre 1972 à Ziguinchor (au Sénégal) et mort le 19 janvier 2016 à Domont. Il jouait au poste de milieu de terrain.

## Biographie
En 1995-1996, avant la première titularisation de sa carrière aux Girondins de Bordeaux contre le Betis Séville, il déclare : « Ils ont des chaussures, on a des chaussures. Ils ont des maillots, on a des maillots. La vérité c'est sur le terrain, c'est tout ».

## Carrière
| Saison        | Club                     | Pays      | Division                      | Matchs (buts) |
| ------------- | ------------------------ | --------- | ----------------------------- | ------------- |
| 1993-1994     | CS Sedan-Ardennes (prêt) | France    | Division 2                    | 39 (1)        |
| 1994-1995     | SCO Angers (prêt)        | France    | Division 2                    | 29 (1)        |
| 1995-1996     | Girondins de Bordeaux    | France    | Division 1                    | 9 (0)         |
| 1996-1997     | SM Caen                  | France    | Division 1                    | 29 (2)        |
| 1997-oct 1997 | Udinese Calcio           | Italie    | Série A                       | 1 (0)         |
| oct 1997-1999 | AC Monza                 | Italie    | Serie B                       | 2 (0)         |
| 1999-2000     | Milan AC                 | Italie    | Série A                       | 0 (0)         |
| 1999          | Toulouse FC (prêt)       | France    | Division 1                    | 1 (0)         |
| 1999-déc 2000 | Dundee United            | Écosse    | Scottish Premier League       | 7 (0)         |
| 2001          | Persma Manado (en)       | Indonésie | Djarum Indonesia Super League |               |